# غريغوري إنغلس
غريغوري إنغلس (بالألمانية: Grégory Engels)‏ هو سياسي ألماني، ولد في 1 نوفمبر 1976 في روسيا. حزبياً، نشط في حزب القراصنة الألماني.